# Parco nazionale del Risnjak
Il parco nazionale del Risnjak (in croato, Nacionalni park Risnjak) è parco nazionale della Croazia. Si trova nell'altopiano del Gorski Kotar, la zona più montuosa e boscosa del paese, a circa 15 km nell'entroterra dal Mare Adriatico. Il parco copre un'area di 63,5 chilometri quadrati compresa la parte centrale del Risnjak ed il massiccio Snježnik nonché la zona sorgiva del fiume Kupa. Il centro direzionale nonché il centro visitatori del parco si trovano a Crni Lug, una città sul lato orientale del parco.

## Etimologia
Il nome del massiccio deriva probabilmente dalla parola croata  ris , ovvero lince. Un'altra interpretazione suggerisce che possa provenire dalla parola locale "risje", un tipo di erba locale.

## Storia
La prima visita scientifica documentata fu fatta nel 1825 dal botanico di Budapest Joseph Standler. Il più importante esploratore del XIX secolo del Risnjak fu il botanico Josip Schlosser che scrisse numerose pubblicazioni sul Risnjak e sulla sua flora. La prima visita organizzata di alpinismo è stata condotta dal club alpino di Fiume, e il primo rifugio di montagna nell'area è stato costruito nel 1932.
Nel 1949 il botanico Ivo Horvat suggerì per la prima volta che l'area doveva essere protetta attorno a Risnjak. Su suo parere, il Parlamento di quella che allora era Repubblica Socialista di Croazia dichiarò 36,00 km² attorno al Risnjak parco nazionale. Nel 1956 l'area del parco fu ridotta a 30,14 km², di cui 21,06 km² furono posti sotto protezione più severa. Finalmente, nel 1997, il parlamento croato ha votato per espandere il parco alla sua dimensione attuale.

## Flora

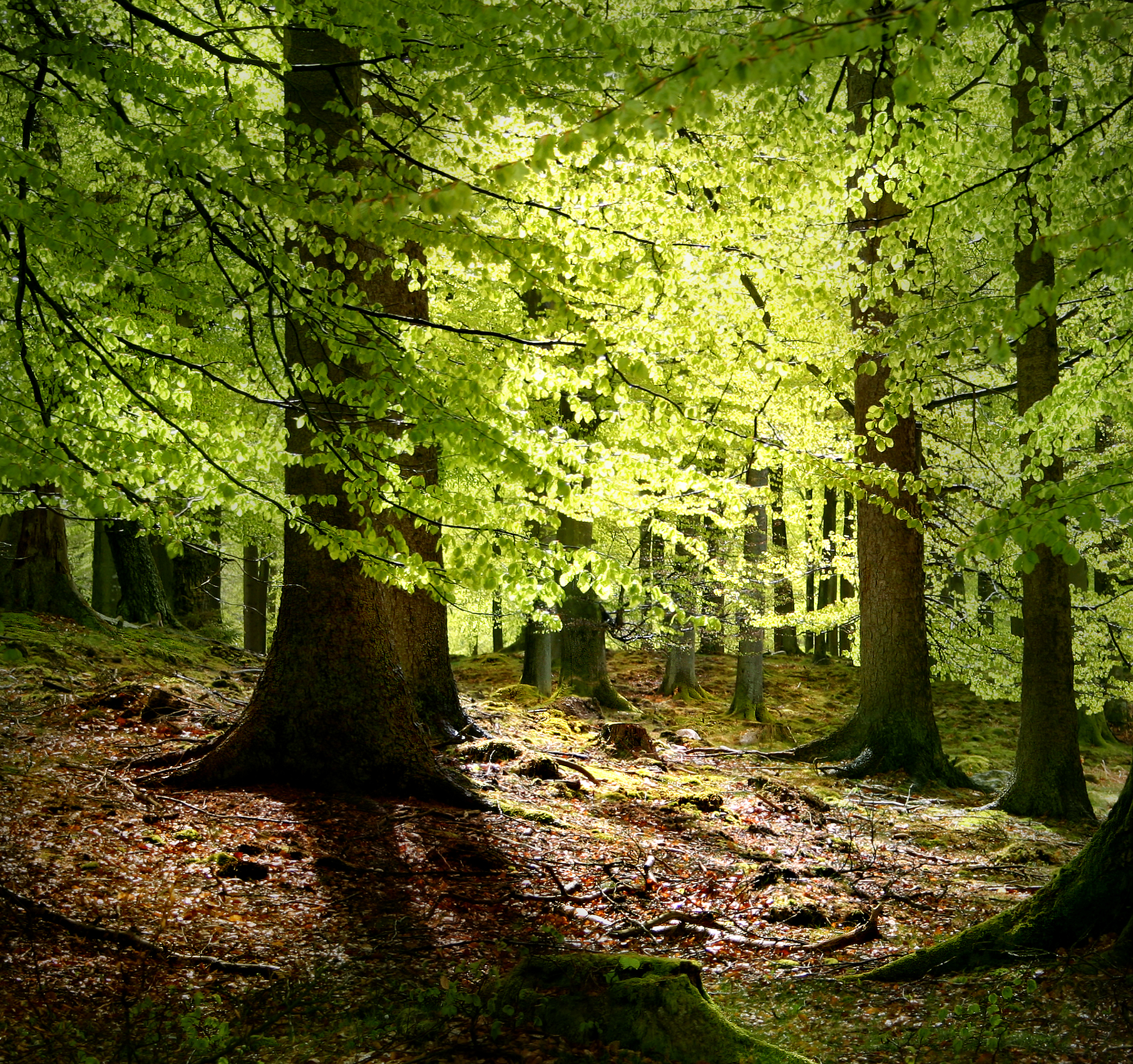
esemplari di faggio

Gran parte del parco è ricoperto da una miscela di faggi e abeti che crescono su pietra calcarea e dolomia. Sono inoltre presenti numerose varianti caratterizzate da microclimi locali e tipi di suolo. Qui si possono trovare singoli alberi di acero sicomoro, olmo e talvolta tasso. Il bosco di faggi e abeti lascia gradualmente il posto a un'altra grande zona forestale - la faggeta subalpina - che cresce in aree del parco ad altezze comprese tra i 1200 m e i 1400 m sul livello del mare. Il bordo superiore di questo ecotono è caratterizzato da un sottobosco ricoperto da arbusti. 
Il picco roccioso del Risnjak è caratterizzato da una flora particolarmente interessante. La vetta ospita una varietà di specie rare e a volte in via di estinzione, come la stella alpina, la nigritella nigra, l'achillea di montagna, la viola gialla, la sassifraga alpina, la soldanella alpina, il camedrio alpino e la rosa delle Alpi.

## Fauna
Il parco ospita diverse specie di mammiferi quali l'orso bruno, il cervo, il capriolo, il camoscio, il cinghiale, il lupo, la martora, la faina, il tasso, la donnola, lo scoiattolo e il ghiro. Dopo un progetto di reintroduzione di esemplari provenienti dalla vicina Slovenia, la lince ha fatto il suo ritorno nell'area, dopo circa due secoli di assenza. 
Nel parco sono inoltre presenti svariate specie di uccelli: tra le altre il gallo cedrone, francolino di monte, astore, gufo reale e diverse specie di picchio. È possibile trovare anche un certo numero di anfibi e rettili, oltre a vari taxa di insetti e lumache.